# Urara Meirochou
Urara Meirochou (うらら迷路帖, Urara Meirochō) é um mangá yonkoma de Harikamo, serializado na revista de mangá seinen da Houbunsha, Manga Time Kirara Miracle!, desde 2014. Foi compilado em sete volumes tankōbon. Uma adaptação em anime da J.C. Staff foi transmitida no Japão entre janeiro e março de 2017.

## Enredo
Meirochou é uma cidade cheia de cartomantes conhecidos como Uraras, que são especializados em diferentes formas de adivinhação. Chiya, uma menina que foi criada na floresta, vem a Meirochou procurando o paradeiro de sua mãe. Juntamente com outros três estagiários Urara, Koume, Kon e Nono, Chiya pretende se tornar a Urara mais bem classificada, a fim de contar com a ajuda do lendário Urara e encontrar sua mãe.

## Personagens
Chiya (千矢, Chiya)
Voz de: Sayaka Harada
Uma garota que às vezes parece ter orelhas de animal e cauda. Ela foi criada na floresta pelo amigo de sua mãe, Setsu. Tendo crescido ao lado de animais, ela é bastante ágil e tem o hábito de expor o estômago ao se desculpar. Ela deseja se tornar uma Urara para encontrar sua mãe.
Kon Tatsumi (巽 紺, Tatsumi Kon)
Voz de: Kaede Hondo
Uma garota de linha reta especializada em adivinhação kokkuri. Devido à maneira como ela usa sua fita, ela costuma ser uma raposa.
Koume Yukimi (雪見 小梅, Yukimi Koume)
Voz de: Yurika Kubo
Uma garota enérgica que se veste de bruxa e é especialista em adivinhação de tarô.
Nono Natsume (棗 ノノ, Natsume Nono)
Voz de: Haruka Yoshimura
Uma garota tímida que é a irmã mais nova da dona de Natsumeya, Nina. Ela é dona de uma boneca chamada Matsuko, que lhe foi dada por sua mãe, que morreu quando ela era pequena, e muitas vezes pratica ventriloquia com ela.
Nina Natsume (棗 ニナ, Natsume Nina)
Voz de: Ai Kayano
A irmã mais velha de Nono, uma Urara Rank 5, que administra a casa de chá Natsumeya e ensina os outros Uraras.
Saku Iroi (色井 佐久, Iroi Saku)
Voz de: Ayaka Suwa
Capitão da Unidade de Patrulha Bloque 10 de Meirochou, amigo íntimo de Nina. Ela é rigorosa em seus deveres e muitas vezes envergonhada pelas ações descaradas de Chiya.
Ōshima (大島) e Shiozawa (塩沢)
Voz de: Yuka Takakura and Hitomi Sasaki
Oficiais de patrulha que trabalham com Saku, a quem ambos têm uma paixão secreta.
Setsu (セツ)
Voz de: Yūko Kaida
Um amigo da mãe de Chiya que criou Chiya na floresta após o desaparecimento de sua mãe.

## Mídia

### Mangá
O mangá começou a serialização na revista Manga Time Kirara Miracle!, da Houbunsha, em 2014. Foi compilado em sete volumes tankōbon até 25 de julho de 2019.

### Anime
Uma adaptação em anime da J.C.Staff foi ao ar no Japão entre 5 de janeiro de 2017 e 23 de março de 2017. A série é licenciada na América do Norte pela Sentai Filmworks e transmitida pela Anime Network. O tema de abertura é "Yumeji Labyrinth" (夢路らびりんす) de Labyrinth (Sayaka Harada, Yurika Kubo, Haruka Yoshimura e Kaede Hondo) enquanto o tema de encerramento é "go to Romance>>>>>" por Luce Twinkle Wink☆.